# John Dalton (videnskabsmand)
 For alternative betydninger, se John Dalton. (Se også artikler, som begynder med John Dalton)
John Dalton (født 6. september 1766, død 27. juli 1844) var en engelsk naturvidenskabsmand og lærer, født i Eaglesfield, nær Cockermouth i Cumberland.
Hans far, Joseph Dalton, var en fattig væver, som sammen med sin kone Deborah Greenup var medlem af the Religious Society of Friends (kvækerne). Forældrene havde tre børn, Jonathan, John og Mary.
John Dalton beskrev som den første farveblindhed i 1794, og blev kendt som atomteoriens fader efter sin offentliggørelse af denne teori i 1808. Opstillingen foretog han allerede i 1803, men han ventede fem år med at offentliggøre den.
Dalton anvendte symbolske tegninger for atomerne i sine kemiske formler.
Han er endvidere kendt for i 1801 at have fremsat Daltons lov, der fastlægger trykket i en idealgasblanding, som summen af de individuelle gassers partialtryk.